# Lee Garmes
Lee Garmes (Peoria, 27 de maio de 1898 — Los Angeles, 31 de agosto de 1978) é um diretor de fotografia estadunidense. Venceu o Oscar de melhor fotografia na edição de 1933 por Shanghai Express.